# Himmiste (Räpina)
Himmiste is een plaats in de Estlandse gemeente Räpina, provincie Põlvamaa. De plaats heeft de status van dorp (Estisch: küla) en telt 20 inwoners (2021).
De plaats lag tot in oktober 2017 in de gemeente Veriora. In die maand werd Veriora bij de gemeente Räpina gevoegd.
Bij Himmiste komt de beek Palumõisa oja uit in de rivier Võhandu. Ten westen van het dorp ligt het natuurgebied Kuulmajärve maastikukaitseala (10,1 km²).

## Geschiedenis
Himmiste werd voor het eerst genoemd in 1563. Na 1627 lag het dorp onder de naam Himmest op het landgoed Koiküll-Kirrumpäh, dat een kroondomein was. In 1800 schonk tsaar Paul I van Rusland een stuk grond van dit landgoed aan Anna von Brandt. Dat werd het landgoed Neu-Koiküll-Kirrumpäh (Estisch: Vastse-Koiola). Himmiste lag op dit landgoed. Bij de onteigening door het onafhankelijk geworden Estland in 1919 was het landgoed in handen van de familie von Sivers. De plaats waar het landhuis van het landgoed heeft gestaan, ligt in Leevi, een buurdorp van Himmiste.
Tussen 1977 en 1997 maakte het buurdorp Viira deel uit van Himmiste.